# Walter Eglin

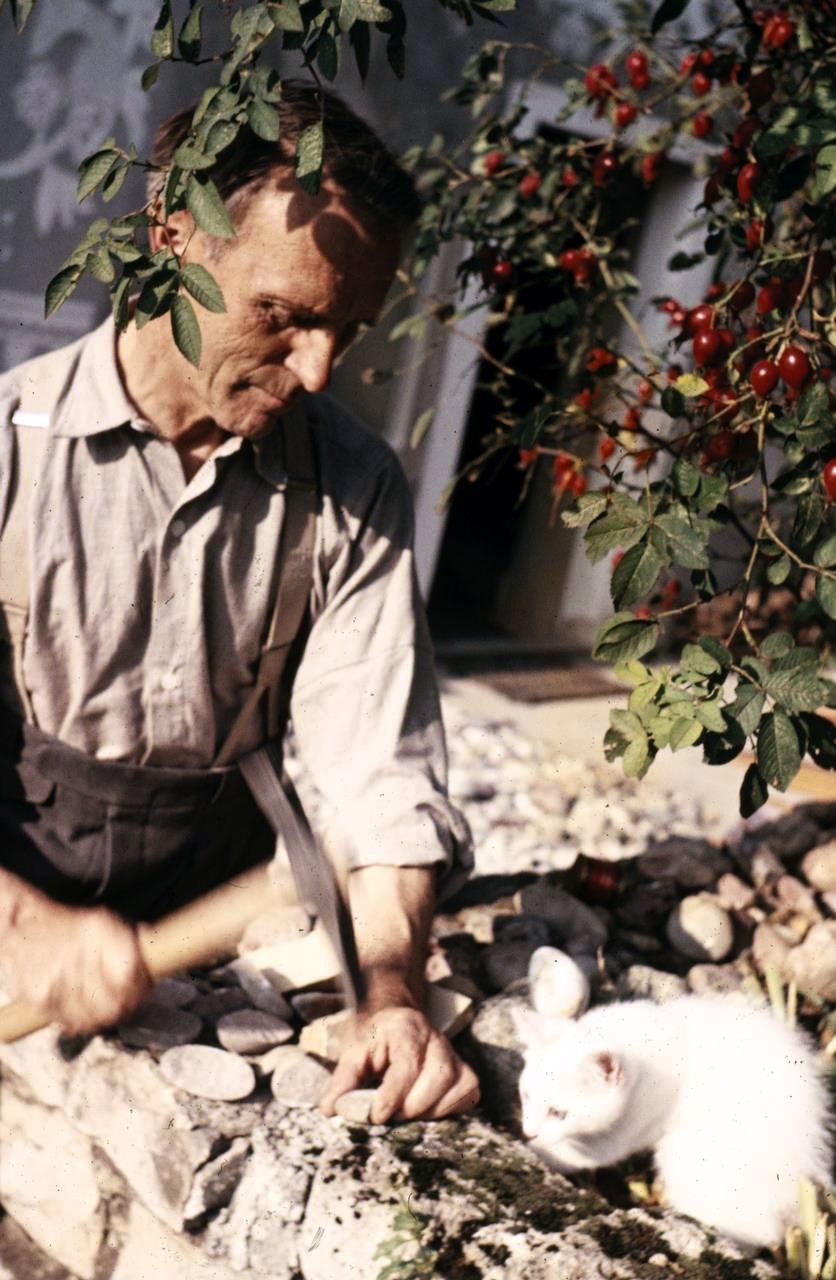
Walter Eglin

Walter Eglin (* 10. März 1895 in Känerkinden, Basel-Land; † 3. Februar 1966 in Diegten, Basel-Land) war ein Schweizer Künstler. Seine Werke umfassen Holzschnitte, Mosaike, Sgraffito, Illustrationen, Malerei, Glasmalerei und Holzschnitzer.

## Leben und Werk

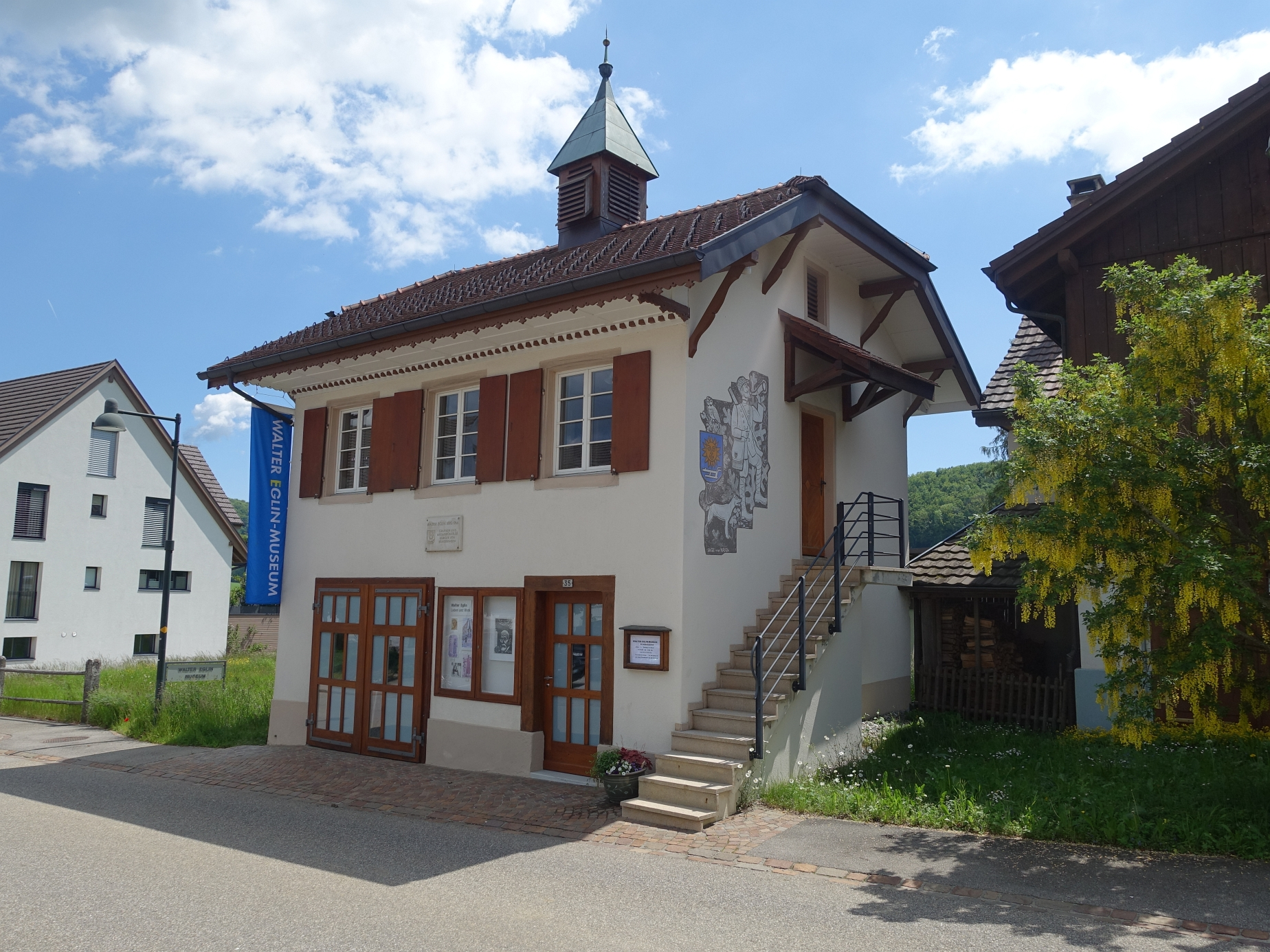
Walter-Eglin-Museum, Känerkinden

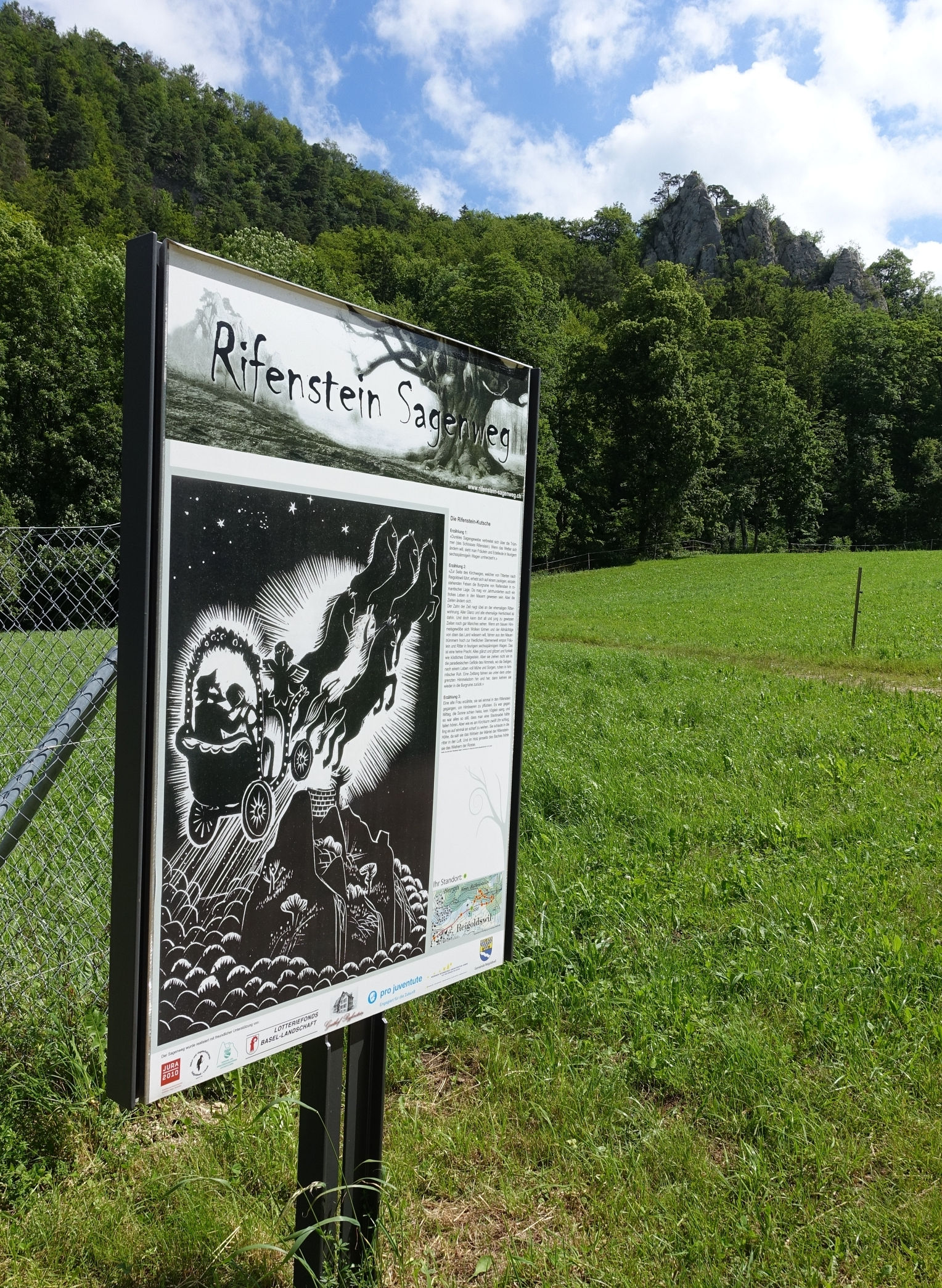
Ryfensteiner Sagenweg in Reigoldswil

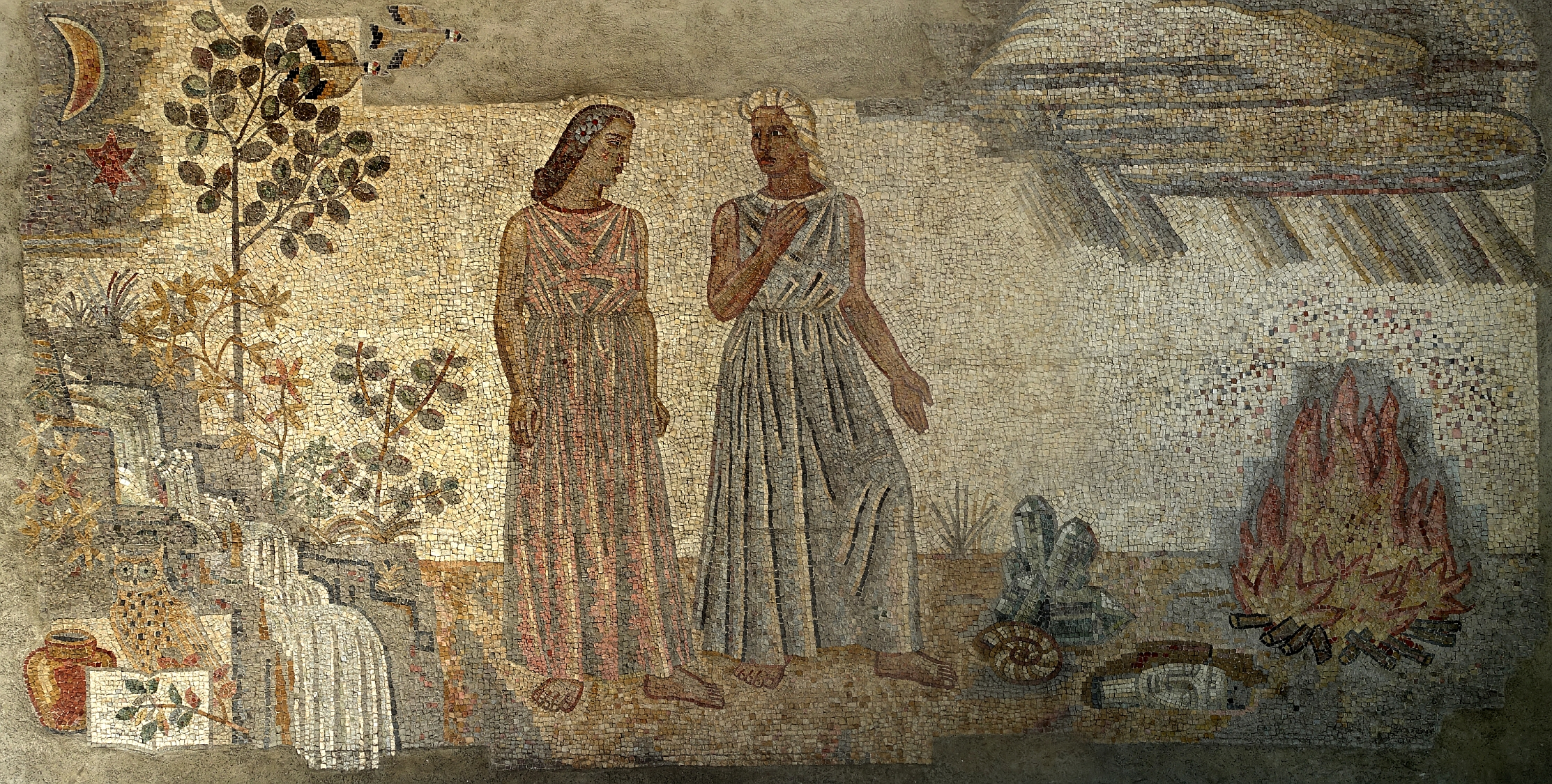
Mosaik Sendung. Eingangshalle des Kollegiengebäudes der Universität Basel

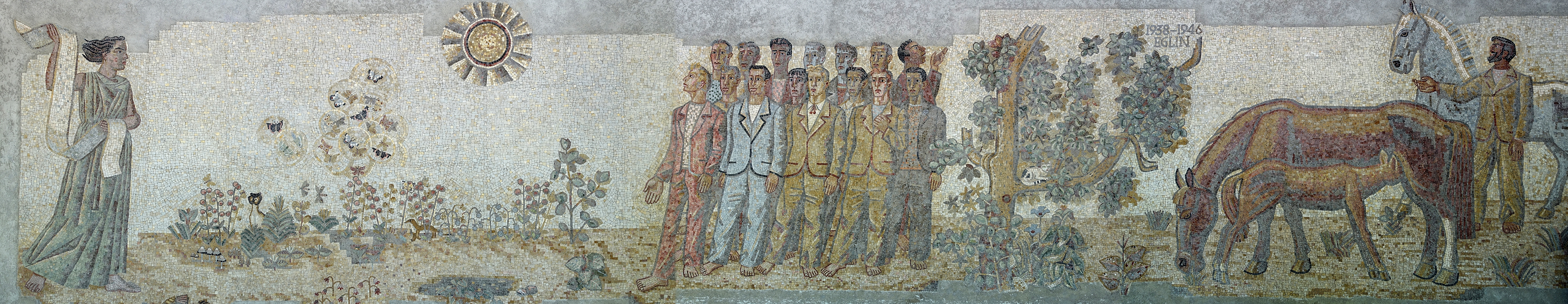
Mosaik Sendung

Walter Eglin entstammte einer Posamenter- und Kleinbauernfamilie. Seine Vorliebe für das Sammeln von Mineralien und Steinen zeigte sich schon in seiner frühen Kindheit. In der Bezirkschule Liestal fand er im Naturkundelehrer Franz Leuthardt, der mit seinen Schülern oft geologische Exkursionen unternahm, seinen ersten Förderer und Mentor. Mit seinem Patenonkel aus Basel lernte er die dortigen Museen kennen und lieben; die Werke von Arnold Böcklin inspirierten Eglin zu seinen ersten Bildern. Nach der Schulzeit verweigerte sich Eglin den elterlichen Wünschen, Bauer oder Lehrer zu werden. Er verliess 1911 seine gewohnte Umgebung und verdingte sich für zwei Jahre als Knecht in Cossonay. In dieser Zeit konnte er seine Französischkenntnisse vertiefen. Zurückgekehrt arbeitete er als Geometergehilfe, was ihm erlaubte, viel Zeit in der Natur zu verbringen. 1914 wurde er noch als Rekrut in den Aktivdienst eingezogen.
Der aus Lörrach stammende Kunstmaler Theo Engel erkannte Eglins Talent und ermutigte ihn, seinem inneren künstlerischen Drängen nachzugeben und seinen eigenen Weg zu gehen. Gegen alle Vorbehalte und Widerstände schrieb sich Eglin 1921 an der Landeskunstschule Karlsruhe ein. Nach sechs Wochen wechselte er zur Kunstakademie Stuttgart. Zwei Semester später war er an der Akademie der bildenden Künste Stuttgart, die er für weitere sechs Semester besuchte. Der dortige Direktor war der Basler Heinrich Altherr. Eglin erlernte verschiedene künstlerische Techniken, hauptsächlich aber den Holzschnitt bei Gottfried Graf. Eglin schuf schon in Stuttgart und ab 1926 in der Schweiz ein beachtetes Holzschnitt- und Illustrationswerk.
Als er 1925 in die Schweiz zurückkehrte, wurde er mit der ablehnend-misstrauischen Haltung der Oberbaselbieter Bevölkerung gegenüber seiner Person und seinen künstlerischen Werken konfrontiert. Hinzu kamen ab 1929 die Auswirkungen der Weltwirtschaftskrise, die viele arbeitslos machte. Eglin nahm Aufträge als Dekorationsmaler, Anstreicher und Grafiker an, die ihm ein spärliches Einkommen sicherten. 1927 erhielt er ein Eidgenössisches Kunststipendium. Dieses war für ihn eine weitere Bestätigung, seinen eingeschlagenen Weg weiterzugehen, und sicherte ihm für eine kurze Zeit das materielle Überleben.
Durch Vermittlung von Bekannten aus Zürich fand er dort für kurze Zeit eine Anstellung bei der Krankenkasse Helvetia. Bei seinem Malerfreund Eugen Häfelfinger, der zu dieser Zeit ein Malergeschäft in Zürich hatte, konnte Eglin 1929 als Flachmaler arbeiten. Später wechselte er zur Maler- und Gipsergenossenschaft Zürich (GMGZ). Doch der Gipserberuf war seiner angeschlagenen Gesundheit abträglich und so entschloss sich Eglin einmal mehr, sich seiner Kunst zu widmen. Als 35-Jähriger kehrte er in sein Heimatdorf zurück und gestaltete Holzschnitte für verschiedene Zeitschriften.
Im Goethe-Jahr 1932 wurde Eglin mit sieben weiteren Schweizer Künstlern nach Leipzig eingeladen. Es sollte ein graphisches Blatt, eine Zeichnung oder ein Aquarell zu Goethes Faust gestaltet werden. Eglin wählte für seinen Holzschnitt als Motiv die Szene aus dem zweiten Teil der Tragödie, da an der Kaiserpfalz nach den Gärtnern die Holzhauer auftreten. Der dazugehörige Text schnitt Eglin ebenfalls in Holz. Die Aussteller nahmen den Holzschnitt in den gedruckten Katalog auf.
1930 gründete Eglin gemeinsam mit den Künstlern Otto Plattner, Jacques Düblin und Ernest Bolens den kantonalen Kunstkredit Baselland. Von 1931 bis 1933 konnte Eglin die von Lehrern zusammengetragenen Baselbieter Sagen mit Holzschnitten illustrieren. Der Holzschnitt Reifensteinkutsche zählt zu der eindrücklichsten dieser Serie. Mit diesen Illustrationen wurde Eglin auch von der Bevölkerung akzeptiert. Er bekam jetzt genügend Aufträge, die ihm und seiner jungen Familie ein besseres Leben ermöglichten. Seit 1932 war er mit Anna Jörin aus Beinwil verheiratet; mit ihr zusammen hatte er zwei Söhne.
Eglin spürte, dass der Holzschnitt nicht das Ende seines künstlerischen Ausdrucks war. In Folge schuf er zahlreiche Holzschnitte, die in den Baselbieter Heimatblätter erschienen.
Nach einem Studienaufenthalt in Paris begann er surrealistische Ölbilder zu malen, Schnitzereien in Hartholz zu fertigen und mit Lehm Objekte zu formen, was ihn jedoch alles nicht befriedigte. Sein Malerfreund Erik Bohny ermunterte Eglin, am vom Baudepartement Basel angeregten und vom Kunstkredit Basel-Stadt durchgeführten Wettbewerb für künstlerische Gestaltung der Eingangshalle des neu erstellten Kollegiengebäudes der Universität Basel teilzunehmen. Da die Aufgabenstellung sehr allgemein gehalten war, es sollte ein Fresko oder ein Mosaik sein, reichten auch arrivierte Künstler wie Walter Kurt Wiemke und Walter Bodmer ihre Entwürfe ein. Eglin setzte sich mit seinem Entwurf, zum Erstaunen vieler, durch.
Von 1938 an fand er zum Mosaik und entwickelte beim Bau seiner meterlangen Bilder eine eigene handwerkliche Technik. Die dafür benötigten Steine sammelte er auf frisch umgepflügten Äckern, in Steinbrüchen und in Flüssen. Dadurch eignete sich Eglin ein grosses Wissen über die jeweiligen Fundorte an und wusste, wo er welche Art von Steinen für seine Werke vorfand. Die Steine klopfte er auf dem Dengelnstock zurecht.
So entstand von 1938 bis 1946 das 3,5 × 30 Meter grosse Werk Sendung aus von ihm gesammelten Natursteinen. Es ist das grösste Mosaik in der Schweiz und wurde während seiner Entstehung von vielen kritisiert und am falschen Platz empfunden. Erst bei der feierlichen Enthüllung 1944 wurden erste Lobeshymnen darauf gesungen. Der im Mosaik abgebildete Pferde führende Mann zeigt Erik Bohny und der in der Jünglingsgruppe stehende Bildhauerfreund Fritz Bürgin ist in der hintersten Reihe, als zweiter von links, zu sehen. Zum 80. Geburtstag seiner Mutter wurde das Kunstwerk am 21. November 1946 der Universität Basel offiziell übergeben.

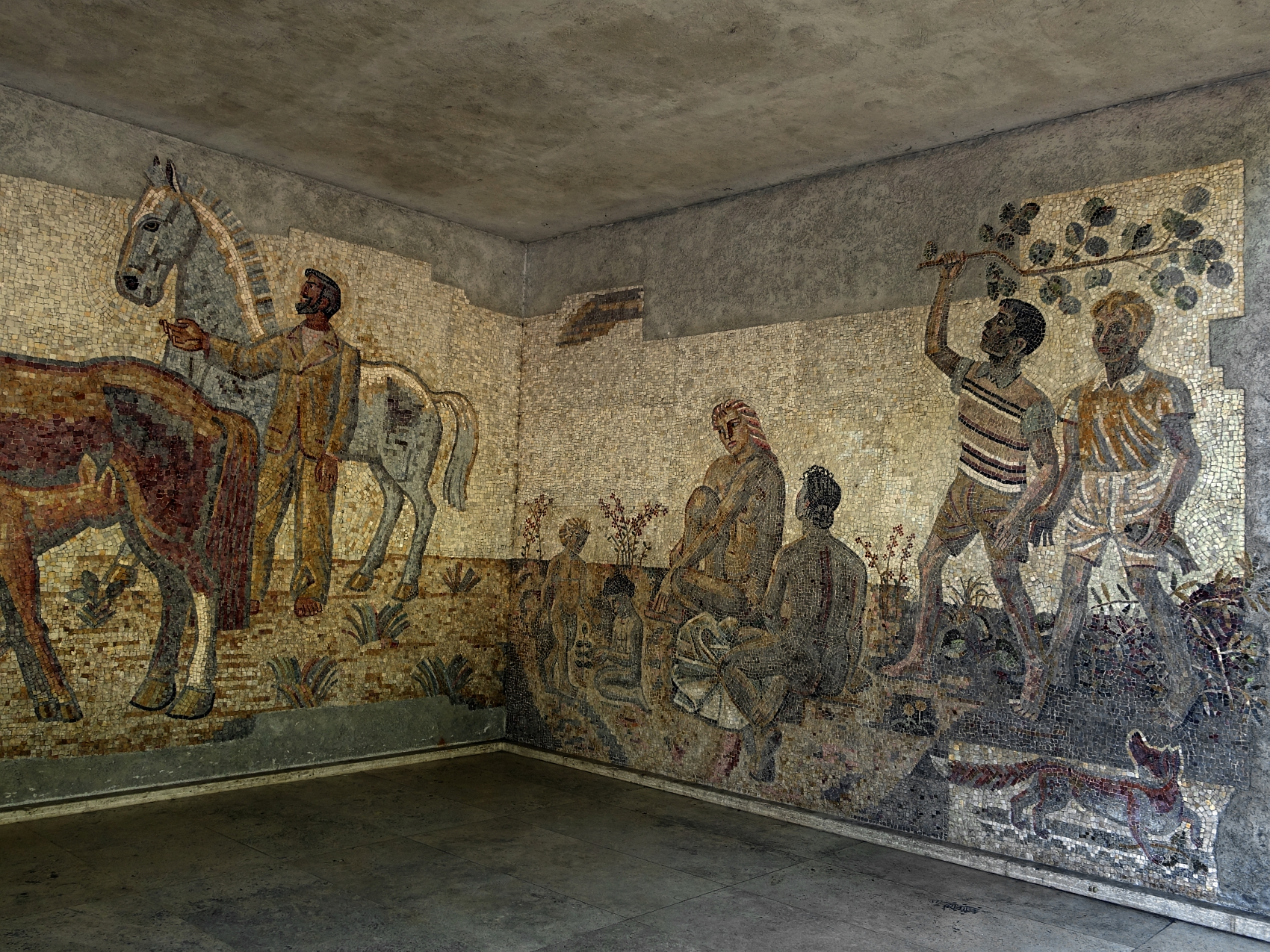
Mosaik Sendung

Bei Eglin erlernte Fritz Bürgin die Holzschnitt- und Drucktechnik sowie die Sgraffitotechnik und die Herstellung von Gipsplastiken. Im Gegenzug half Bürgin bei den Vorarbeiten zu Eglins Mosaik Sendung, indem er die dazu benötigten farbigen Steine in der Natur suchte und auf dem Dengelnstock aufspaltete. Beide verband eine lebenslange Freundschaft.
Ein weiteres Werk ist das 1958/1959 entstandene Mosaik aus Natursteinen, Glas und Blattgoldauflage Luther vor dem Reichstag 1521 in der Dreifaltigkeitskirche in Worms. Dieses gilt als das grösste Natursteinmosaik Deutschlands. Bei den Ausgrabungen der römischen Villa Rustica von Munzach bei Liestal wurde 1954 die Restaurierung des Quadriga-Mosaiks Eglin übertragen.
Eglin war 1944 eines der Gründungsmitglieder der Vereinigung Schweizerischer Holzschneider XYLON und Mitbegründer der Basellandschaftlichen Kunstvereinigung, heute Kunstverein Baselland.
Ein Wendepunkt im Leben des mittlerweile 65-Jährigen war der Aufenthalt im Künstlerkibbuz Beit Hashitta (Beit HaShita) in Israel in den Jahren 1960/1961. Voll neuer Eindrücke schuf er Bilder mit ungewohnten Pflanzenformen, surreale Menschen, Tiere und andere Gestalten, wie er sie nach seinen eigenen Worten in aufgeschlagenen Steinen im Negev gefunden hatte. So setzte er sein Alterswerk mit kräftiger Dispersionsmalerei und grossformatigen Monotypien fort.
Der tiefgläubige Künstler schuf im Winter 1961/1962 Kerbschnitzereienfür die Kanzel in der Kirche in Rümlingen.
1963 widmete die Basellandschaftliche Kunstvereinigung Eglin eine Ausstellung seines Werks im Schloss Ebenrain in Sissach. Sie wurde zu einem ungeahnten Erfolg, welcher Eglin Auftrieb und neue Schaffenskraft gab. 1964 lud die Leitung der 4. Internationalen graphischen Biennale in Tokio Eglin zur Beteiligung ein.
In den letzten fünf Lebensmonaten schuf Eglin 25 Holzmonotypien. Sein Œuvre umfasst nebst umfangreicher Grafik viele Mosaiken, Sgraffitos und Holzschnitzereien in Schulhäusern sowie Glasfenster in verschiedenen Kirchen des Kantons Basel-Landschaft. Viele seiner Werke befinden sich in Privatbesitz. Fernab von heimatlicher Gebrauchskunst fand er zu einer zuweilen surrealistischen und authentischen Darstellungsform.
Eglin war von Kind auf stark mit der Natur verbunden. Ihm ist es weitgehend zu verdanken, dass der Chilpen unter Naturschutz gestellt wurde.

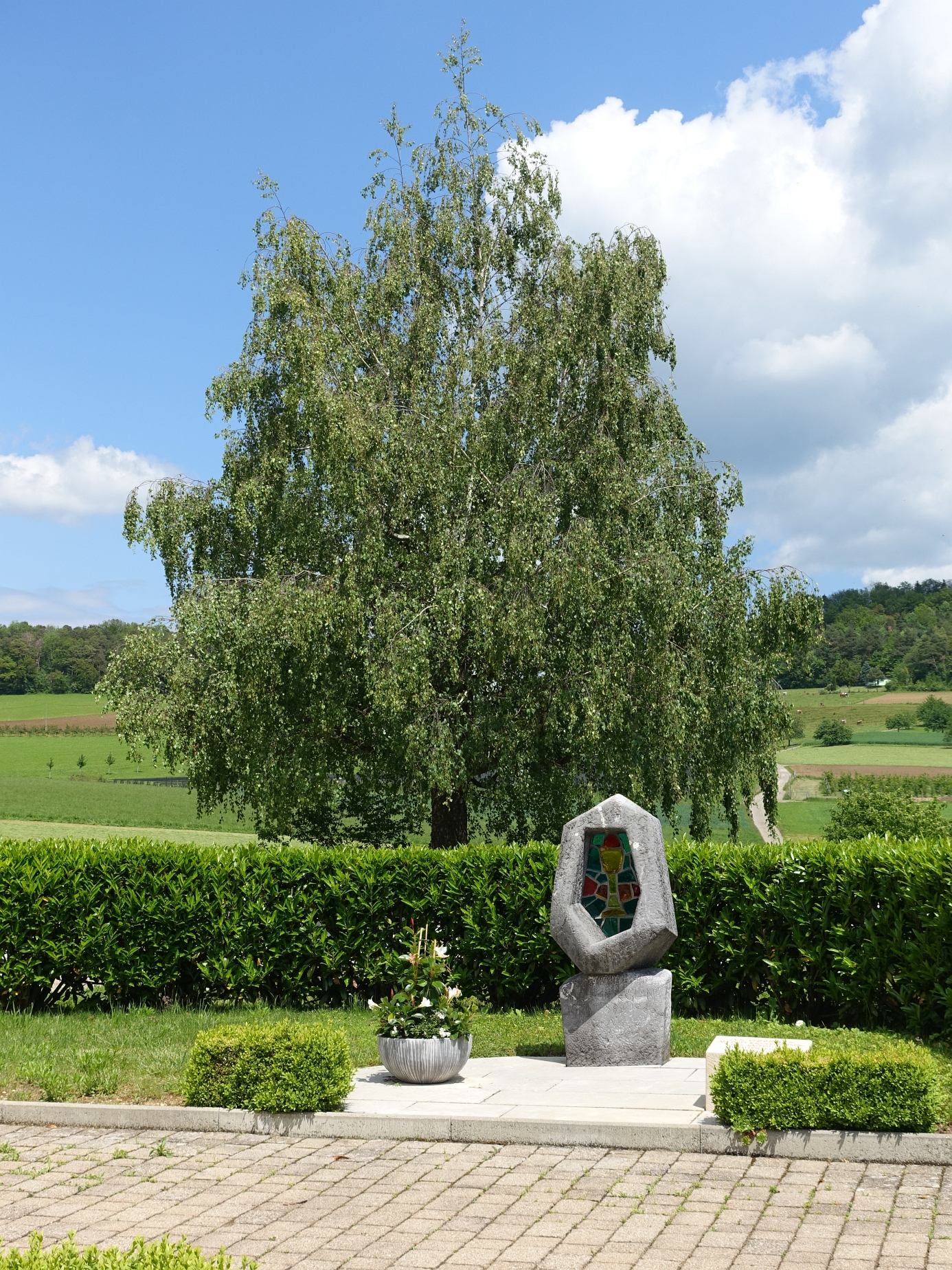
Eglin-Gedenkstätte, Friedhof Diegten

Auf seine Initiative wurde 1952 der «Verein für Natur- und Heimatschutz Diegten» gegründet. Er war mit dem Oberbaselbieter Bauerndichter Hans Gysin genannt „Metzgerhans“ befreundet.
In der Evangelisch-reformierten Kirche in Diegten schuf er die Kerbschnitzerei an der Emporenbrüstung. Anlässlich seines 100. Geburtstages errichtete die Gemeinde Diegten 1995 auf dem Friedhof eine schlichte Gedenkstätte und in der Kirche wurden zwei Kirchenfenster nach Eglins Entwürfen angebracht.
Im ehemaligen Känerkindener Gemeindehaus ist das «Walter Eglin Museum» eingerichtet. In dessen Obergeschoss befinden sich nebst Zeugnissen zur Biografie von Eglin vor allem Holzschnitte, unter anderem diejenigen von verschiedenen Baselbieter Dörfern und von Persönlichkeiten wie Johann Heinrich Pestalozzi, Carl Spitteler, Johann August Sutter sowie weitere Portraitdarstellungen. Eine Reihe von Sagenillustrationen aus dem Baselbiet ist auch zu sehen. In einer weiteren Etappe wurde auch das Parterre umgebaut und im Mai 2001 eingeweiht. In diesem Raum befinden sich hauptsächlich Mosaike und Holzmonotypien. Die Sphinx, die grosse Schlagzeilen gemacht hatte, ist hier zu sehen.
Eglin hatte die beiden Mosaiken Mirjam und Sphinx während seines Aufenthalts 1960 in Israel geschaffen. Beide Werke sind Leihgaben des Kantons Basel-Landschaft. Am 7. Februar 2016 fand in der Pfarrkirche Diegten ein Gedenkgottesdienst zum 50. Todestag von Walter Eglin statt.
Eglin hat kein chronologisches Werkverzeichnis geführt oder festgehalten, wer welches der vielen Werke gekauft hat.

## Werke (Auswahl)
- 1927: Holzschnitte von Carl Spitteler, Johann Heinrich Pestalozzi und Johann Rudolf Wettstein
- 1931–1933: Holzschnitte für das Sagenbuch des Basellandschaftlichen Lehrervereins
- 1932: Holzschnitt für Faust, Goethe-Jahr, Leipzig
- 1932: Holzschnitt, Die Holzhauer
- 1932–1937: Holzschnitte in verschiedenen Zeitschriften
- 1938: Mosaiken
- 1939: Sgraffito, Sonnenuhr, Glasfenster Knabe und Pferd, Kerbschnitzereien; Schulhaus, Känerkinden
- 1945: Holzschnitt, Carl Spitteler
- 1946: Holzschnitte als Reliefdruck geprägt, Xylon, Basel
- 1949: Sgraffito, Heimkehr der Turner, Turnhalle, Oberdorf
- 1954: Wandmosaik, Fuchs und Hahn, Hofmattschulhaus, Gelterkinden
- 1954: Sgraffito, Weiher, Industriemuseum, Läufelfingen
- 1955: Wandmosaik, Primarschulhaus Gründen, Muttenz[13]
- 1955: Sgraffito, Olympischer Frühling (Weltenbaum und Menschenpaar), Kaufmännische Berufsschule, Liestal
- 1959: Glasfenster, Sgraffito und Kerbschnitzerei, Pfarrkirche St. Antonius, Biel-Benken
- 1962: Wandmosaik, Hutzgüri, Primarschule[14], Sissach
- 1962: Dispersionsmalereien mit Sandzugabe
- 1964: Sgraffito, Die Zigeunerin, Ormalingen
- 1965: Holzmonotypien
- Sgraffito, Kindergarten Bützenen, Gelterkinden.
- Sgraffito: Die Raubritter vom Schloss auf dem Büchel. Primarschule Bündten, Zunzgen
- Sgraffitos, an Privathäusern, Känerkinden

## Ausstellungen (Auswahl)
- 1927: 1. Basellandschaftlichen Kunstausstellung, Liestal
- 1928: 17. Nationale Kunstausstellung, Kunsthaus Zürich
- 1931: Exposition nationale des Beaux-Arts, Genf
- 1932: Schweizerischer Kunstverein, Kunsthaus Zürich
- 1933: Basler Maler und Bildhauer, Kunsthalle Basel
- 1936: Nationale Kunstausstellung, Kunstmuseum Bern
- 1943: Gruppenausstellung, GSMBA, Kunsthaus Zürich
- 1947: GSMBA, Kunsthalle Basel
- 1947–1954: Basler Weihnachtsausstellung, Kunsthalle Basel
- 1950: Biennale Bianco e Nero, Lugano
- 1952: Baselbieter Künstler, Schloss Ebenrain, Sissach
- 1961: Schweizer Hozschitzkunst, Städtische Galerie, Biel
- 1969: XYLON, Internationaler Holzschnittausstellung, Musée d’art et d’histoire, Genf und Kongreshalle Berlin
- 1963: Einzelausstellung, Schloss Ebenrain, Sissach
- 1968: Sonderausstellung der Holzmonotypien in Olten, Biel und Basel
- 1970: Gedenkausstellung, Liestal
- 1982: Kunstausstellung Baselland, Kunst-Zentrum Allschwil
- 1985: «Der moderne Holzschnitt in der Schweiz», Graphische Sammlung ETH Zürich[15]
- 1989: «Vier Jahrzehnte Kunst in Baselland», Schloss Ebenrain, Sissach
- 1994: Gedenkausstellung für die vier Gründungsmitglieder des Kunstvereins Baselland. Ernst Bolens, Jacques Düblin, Walter Eglin und Otto Plattner. Schloss Ebenrain, Sissach
- 1995: Gedenkausstellung zu Eglins 100. Geburtstag, Universität Basel

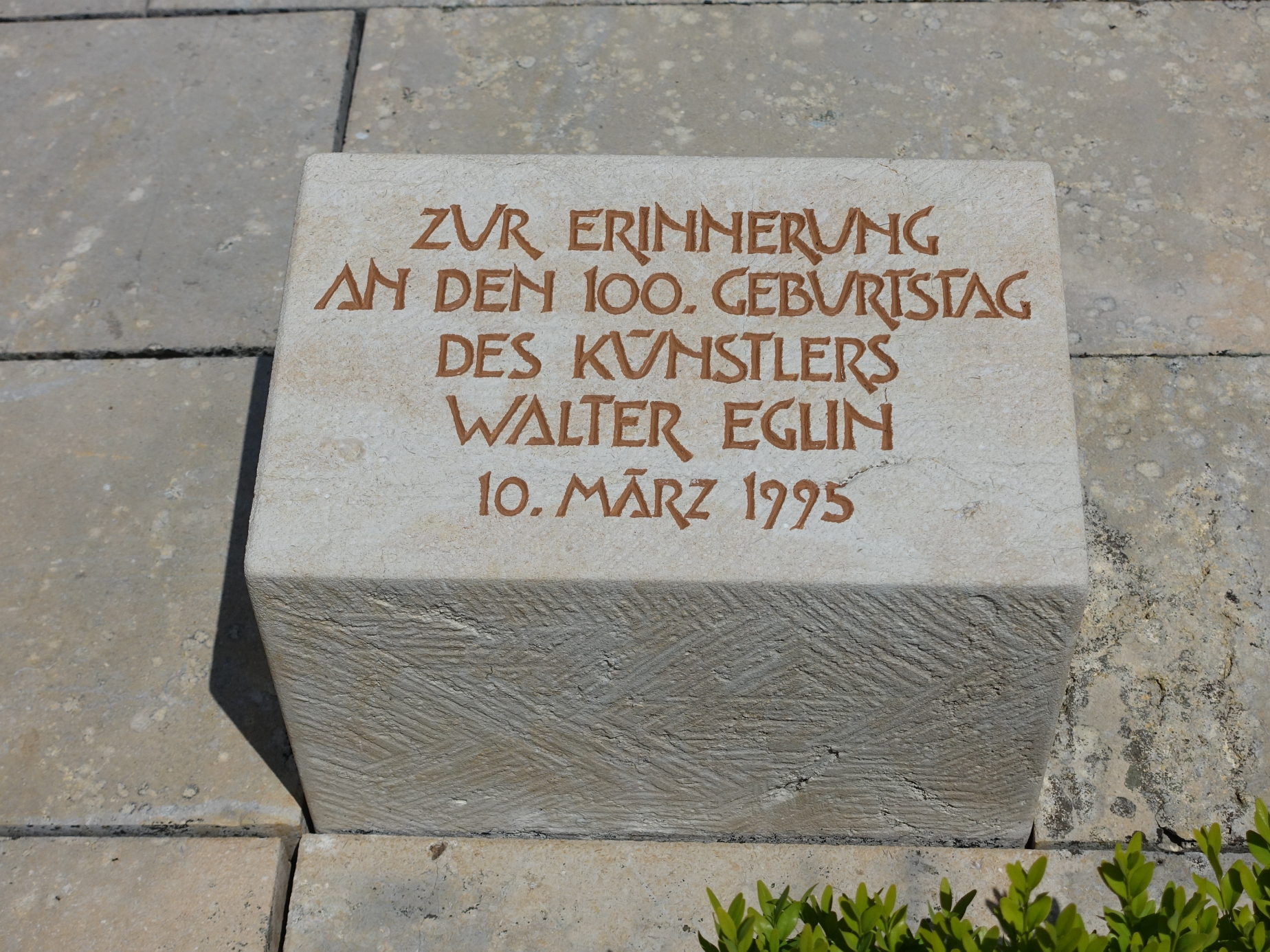
Gedenkstein
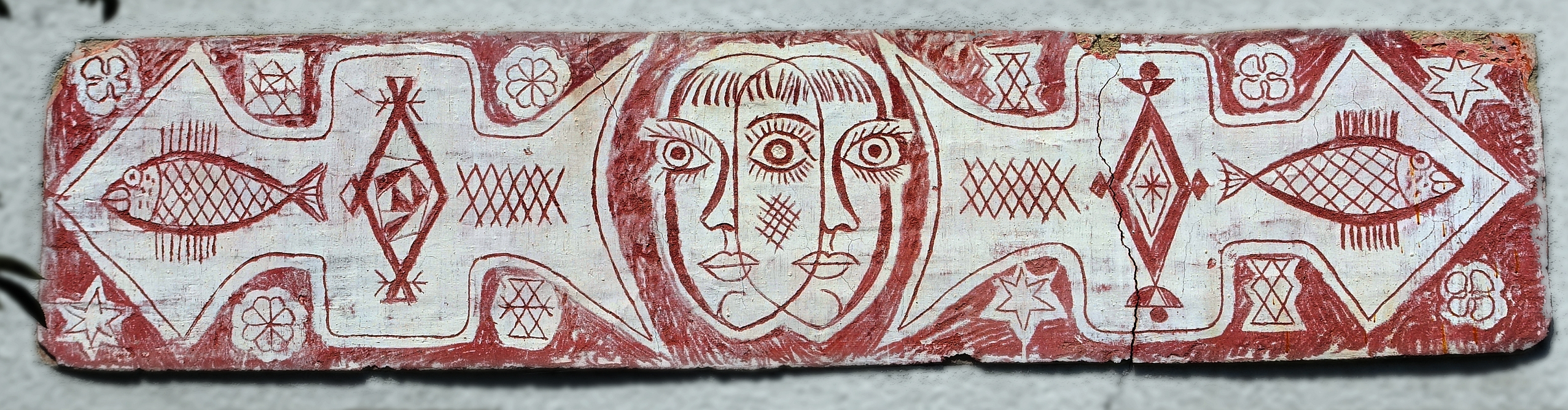
Sgraffito in Känerkinden
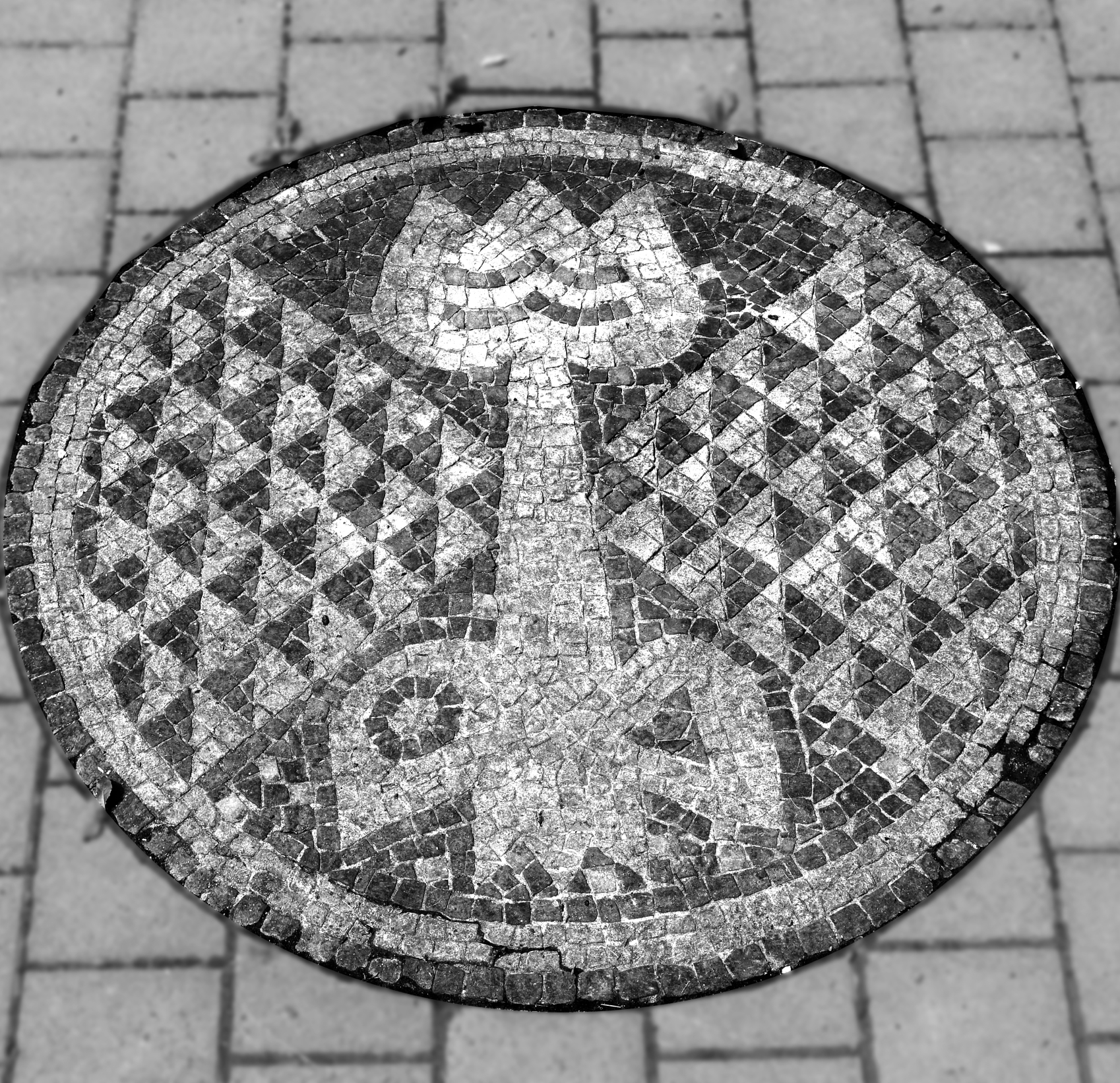
Mosaik in Diegten
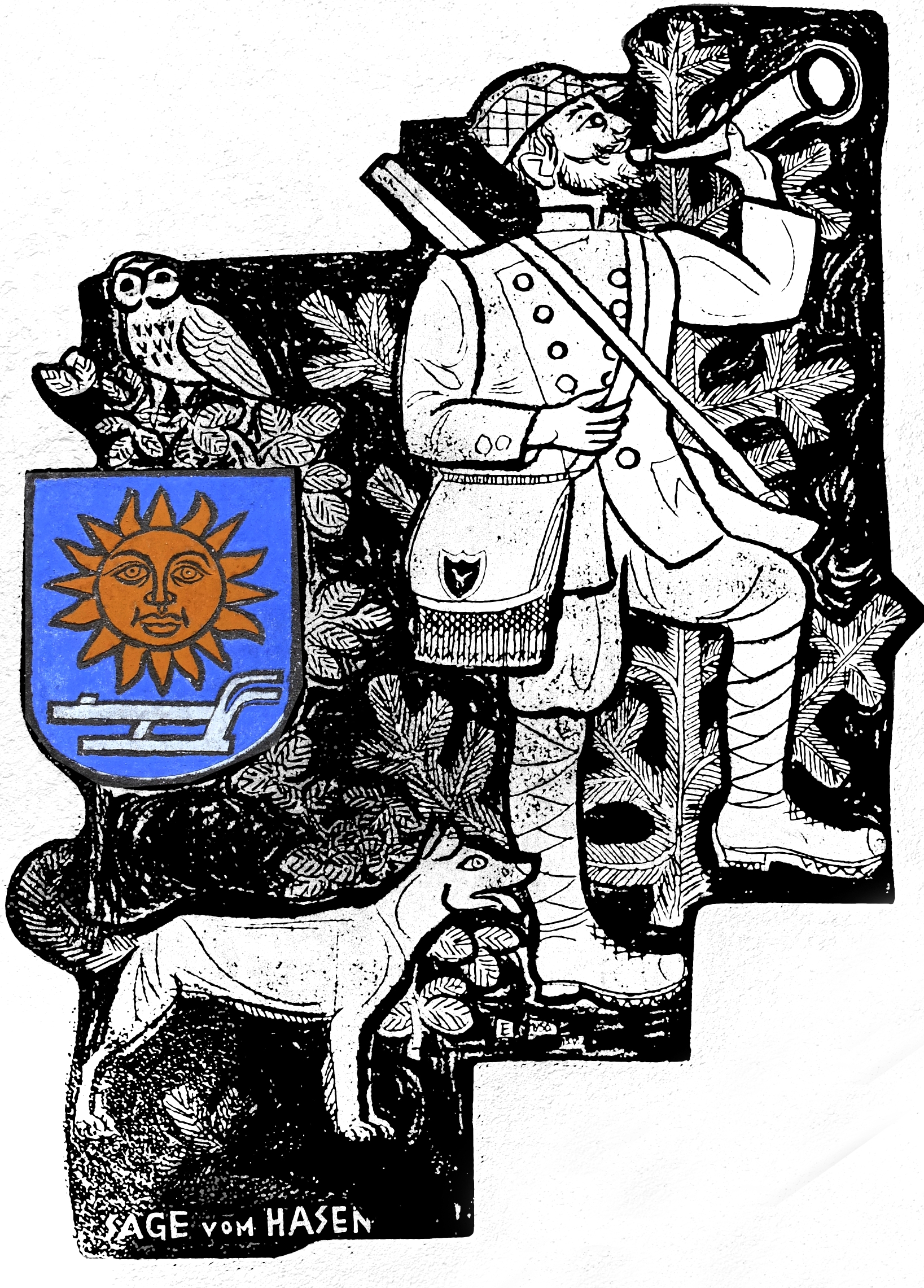
Sgraffito Die Sage vom Hasenflühli, 1956
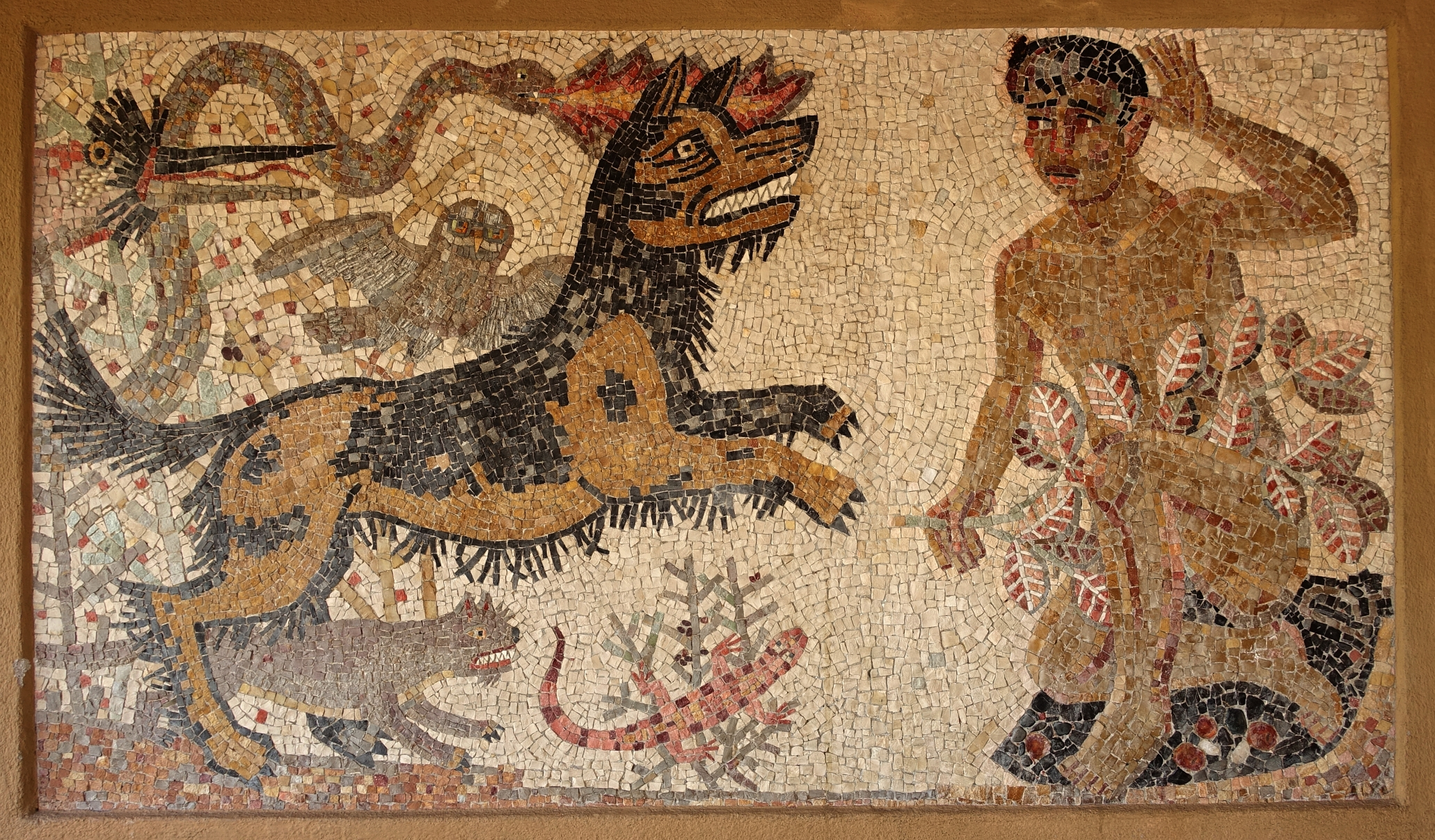
Jüngling von Tieren bedroht, Schulhaus Ziefen, 1959
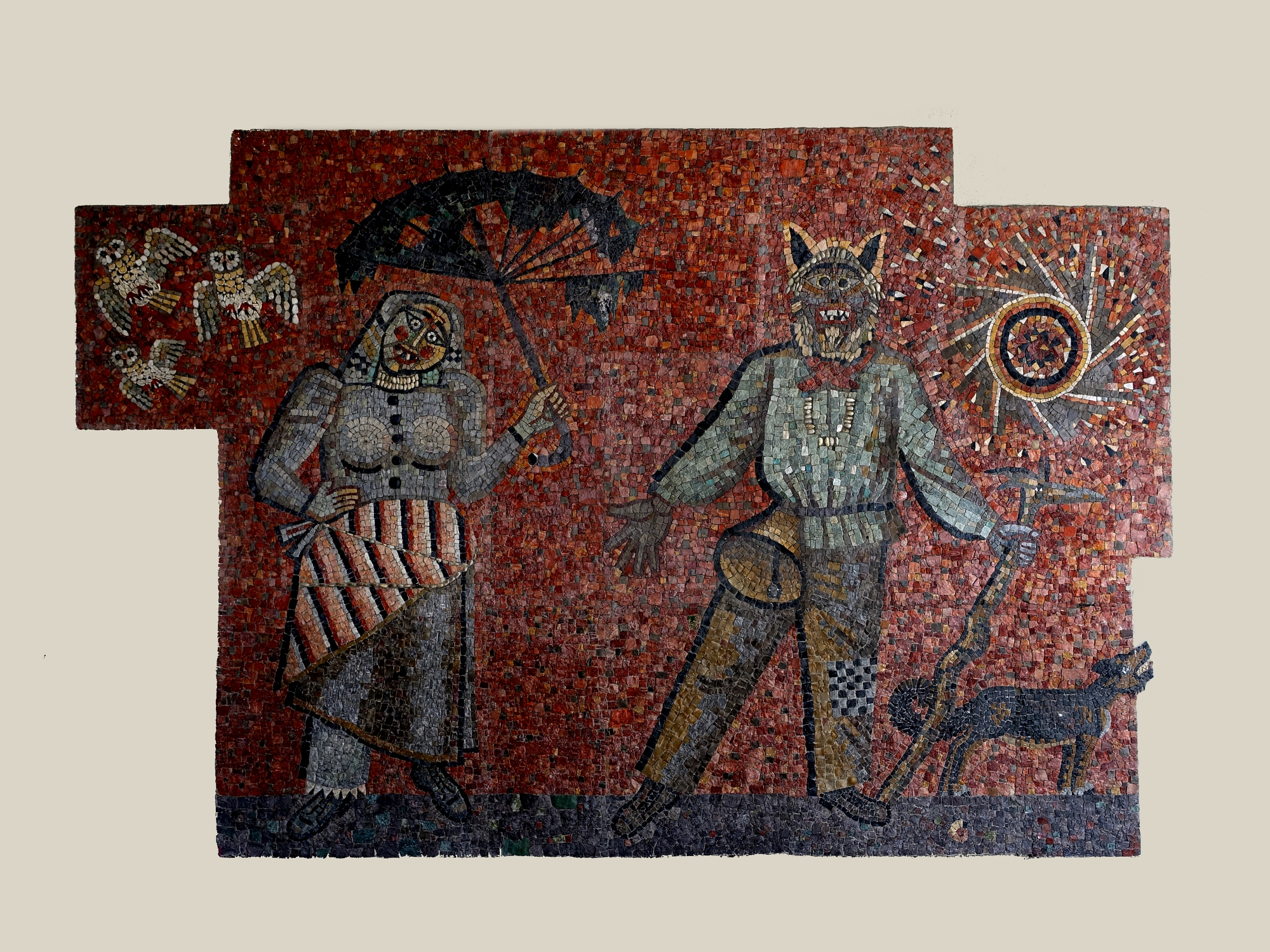
Hutzgüri, Primarschule Sissach, 1962